# Högkälstoppen
Högkälstoppen är ett naturreservat i Kramfors kommun i Västernorrlands län.
Området är naturskyddat sedan 2006 och är 20 hektar stort. Reservatet omfattar toppen av ett berg och består av äldre granskog med inslag av äldre tallar och lövträd som asp och björk. En mindre myr finns i den sydvästra delen.